# 그대 나를 부를 때
《그대 나를 부를 때》는 1997년 9월 24일부터 1998년 2월 12일까지 방송되었던 KBS 2TV 수목 드라마였다.

## 프로그램 소개
엘리트 경찰관이 펼치는 정의와 우정 그리고 사랑 이야기를 그리는 드라마로 청년 경찰관과 청각 장애라는 아픔을 딛고 밝고 건강하게 살아가는 여자의 애틋한 사랑을 담았다.

## 등장 인물

### 주요 인물
- 최수종 : 강범수 역

일선 경찰서에서 근무하는 경찰대학 출신 햇병아리 형사 반장. 따뜻한 가슴과 명석한 두뇌를 가진 호탕한 성격.
- 김지수 : 김인화 역

어린 시절 질병으로 청각 장애인이 된 맑은 심성의 여자. 농아인임에도 이에 굴하지 않고 수화를 익히며 꿋꿋하게 세상을 살아간다.
- 김상중 : 김인욱 역

김인화 오빠. 금고털이범.
- 이상우 : 한상대 역

강범수의 경찰대 동기생
- 전혜진 : 오수림 역

강범수 초등학교 친구이자 방송국 DJ.

### 그 외 인물
- 정욱 : 오만호 역 - 수림의 아버지
- 반효정 : 양자경 역 - 범수의 어머니
- 김윤정 : 강연수 역 - 범수의 여동생
- 이원종 : 김득출 역 - 인화의 아버지
- 김병세 : 장용준 역
- 송채환 : 임채희 역
- 오영갑 : 유전무 역
- 이희도 : 손철주 역
- 김규철 : 이재문 역
- 오욱철 : 왕대(본명 장상필) 역
- 윤진호 : 왕대 수하 역
- 강민석 : 왕대 수하 역
- 국정환
- 권병길
- 김인태
- 김희라
- 남포동
- 류순철
- 박영규
- 박종설
- 박칠용
- 사미자
- 이영하
- 임혁주
- 안해숙
- 홍요섭
- 김서형
- 김원배
- 김태형
- 임지은
- 정재곤
- 정요숙
- 나경미
- 여운계
- 유명순
- 박현정
- 윤지숙
- 임현식
- 정의갑
- 조명연
- 이철민
- 이한위
- 이원발
- 이배국
- 양미경
- 김정균
- 노현희
- 김하균
- 최란
- 임은희
- 한인수
- 한현배
- 이정욱
- 홍여진
- 신귀식
- 손민우
- 서재경
- 노형욱
- 오주이
- 오현철
- 주한울
- 이원희
- 이상인
- 이상민
- 지윤환
- 최재형
- 안홍진
- 박철
- 조재훈
- 한규희
- 윤진호
- 이정호
- 최석호
- 조병기
- 하다솜
- 강경헌
- 강우경
- 강양화
- 조성규 : 어깨 역
- 최상진
- 강성진
- 구자미
- 이칸희
- 서윤재
- 신소미
- 이은주
- 민재희

## 결방, 편성 변경 사유
- 1997년 12월 3일 : 시청자가 뽑은 다시 보고 싶은 영화 《마이 페어 레이디》 편성으로 인해 결방
- 1997년 12월 4일 : 21회, 22회 연속 방송·편성
- 1997년 12월 24일 : 크리스마스 특선 영화 《전쟁과 평화》 편성으로 인해 결방
- 1997년 12월 25일 : 27회, 28회 연속 방송·편성
- 1997년 12월 31일 : 1997 KBS 연기 대상 편성으로 인해 결방
- 1998년 1월 1일 : 신년 특선 영화 《의뢰인》 편성으로 인해 결방
- 1998년 1월 28일 : 설날 특선 영화 《투캅스 2》 편성으로 인해 결방
- 1998년 1월 29일 : 설날 특선 영화 《언더시즈 2》 편성으로 인해 결방

## 참고 사항
- 김인화 역은 당초 유호정이 낙점되었으나 남자 주인공 최수종(극 중 강범수 역)과 여러 번 드라마의 커플로 나온 적이 있다는 점과[3] KBS 1TV TV 소설 《초원의 빛》, SBS 주말 드라마 《이웃집 여자》 출연으로 인해 고사하여 김지수가 대신 맡았다.
- 이원종이 맡았던 유전무 역은 당초 임현식이 낙점되었지만 정계 진출 연예인 출연 규제[4] 등의 이유 때문에 불발되었다.
- 김종창 담당 PD는 해당 드라마를 통해 처음으로 연속극 드라마 단독 연출을 맡았다.
- 청년 경찰관 강범수가 금고털이 전문범 김인욱을 체포하는 과정에서 김인욱의 청각 장애인 누이동생 김인화와 운명 같은 사랑을 한다는 것이[5] 기획 의도이자 주요 내용이었으나 기획 의도와 달리 김인욱을 둘러싼 범죄 집단의 갈등의 내용만 다루어[6] 비난을 샀다.
- 1998년 1월 14일부터 SBS 광복 50주년 특별 기획 드라마 《모래시계》가 수요일부터 목요일, 토요일부터 일요일 오후 9시 50분에 재방송으로 편성되면서 시청률이 10%대로 하락했으며 이 때문에 50부작에서 44부작으로 축소 편성·방송됐다.
- 1997년 말 IMF 외환 위기가 발생하면서 KBS는 공영방송 입장에서 "급격히 떨어진 국민적 사기와 깊이 침체된 사회적 분위기가 지속되는 당시의 시기 상, 일부 드라마·예능 프로그램을 편성하기엔 부적절하다"라는 명분을 내세워 개편 시기와 관계 없이 KBS는 다수 드라마·예능 프로그램을 폐지했는데 결국 《그대 나를 부를 때》를 마지막으로 수목 드라마는 폐지되었다. 이후 수요일에는 《공개수배 사건 25시》, 목요일에는 《추리특급》을 대체 프로그램으로 편성했다.
- 이렇게 되자 KBS는 수목 드라마 시간에 영화를 내보냈고 첫 방송 일도 1997년 9월 17일에서 1997년 9월 24일로 변경했다.
- 출연 중 한상대 역으로 나온 가수 이상우는 해당 드라마의 삽입곡 '부르면 눈물 먼저 나는 이름'이란 노래를 부른 바 있었다.